# Pontogammarus palmatus
Pontogammarus palmatus is een vlokreeftensoort uit de familie van de Pontogammaridae. De wetenschappelijke naam van de soort is voor het eerst geldig gepubliceerd in 1925 door Martynov.